# Couëts
Les Couëts est un quartier et un des deux centres de la ville de Bouguenais. Il est situé à 2,5 km environ du bourg de Bouguenais, et est adjacent à l'agglomération de Rezé. On y trouve notamment une église, un collège public, une école primaire et un lycée professionnel.
Un arrêt de la ligne 3 du tramway nantais s'arrête dans ce quartier, « Les Couëts ».

## Monastère des Couëts

### Création
Au XIIe siècle, un monastère féminin de bénédictines est créé sur le site des Couëts, alors situé dans un lieu écarté entre les forêts de Bougon et de Touffou.
Une agglomération se crée alors autour du monastère, la chapelle servant occasionnellement de lieu de culte public.
Au XVe siècle, la discipline paraissant trop relâchée, le duc François II fait appel à sa tante, Françoise d'Amboise, duchesse de 1450 à 1457, devenue carmélite à Vannes en 1468. En 1477, Françoise d'Amboise et plusieurs sœurs carmélites s'installent aux Couëts après l'éviction des bénédictines dirigées par Guillemette Le Gac. Les Carmélites conservent le couvent jusqu'à la fin du XVIIIe siècle. Durant ces trois siècles, le monastère des Couëts héberge des femmes de haut rang social.

### Pendant la Révolution française
Dans les années 1790-1792, sous la direction d'une Langlais de la Rouxière, c'est un foyer d'opposition à la réforme du clergé. À la suite de son refus de recevoir l'évêque constitutionnel de Loire-Inférieure Julien Minée, le 3 mai 1791, une première manifestation de femmes nantaises a lieu devant le monastère. Une seconde manifestation le 3 juin aboutit à l'invasion du couvent : les religieuses présentes sont fouettées (épisode des « fouetteuses des Couëts »), puis ramenées à Nantes et incarcérées au château. Elles sont rapidement libérées, mais, à la demande du maire de Bouguenais, Deméocq, quittent le couvent pour s'installer dans diverses familles sympathisantes. Puis elles y reviennent pour quelque temps, avant un départ définitif le 17 septembre 1792,. Le monastère est vendu comme bien national et le couvent et son église sont détruits.

### Après la Révolution française
En 1842, sur leur emplacement, des bâtiments nouveaux hébergeront le « Petit séminaire de Nantes », ; au XXe siècle, ils sont pris en charge par l'institution des Orphelins d'Auteuil. De 1914 à 1918, pendant la Première Guerre mondiale, le bâtiment devient une caserne. Depuis 1919, c'est un bâtiment scolaire, aujourd'hui dans les années 2020 c'est un lycée professionnel privé d’hôtellerie Louis-Brottier (Daniel-Brottier),.